# Пан Тяньшоу (художник)
Пан Тяньшоу (潘天寿, 14 березня 1897 —5 вересня 1971) — китайський художник та мистецтвознавець КНР.

## Життєпис
Народився 1897 роцку у Нінхуа (провінція Чжецзян). У 1903 році поступив до сільської школи. У 1910 році до навчальної школи. У 1916 році до Чжецзянської середньої школи в Ханчжоу. З 1919 року брав участь у кульутрному русі «Четвертого травня». У 1920 році повернувся до рідного міста. З 1922 року викладав мистецтво у школі міста Сяофен. У 1923 році переїхав до Шанхаю, де виклав у школі для дівчат. У 1928 році перебирається до Ханчжоу, де викладав у Національній академії мистецтв. У 1932 році створив «Біле товариство» для розвитку й реформуванні китайського живопису у дусі творів «Восьми диваків». З початком війни з Японією у 1938 році перебирається до м. Чунцін. Повернувся до Ханчжоу у 1946 році. Після того, як Китайська академії мистецтв взяла курс на соціалістичний реалізм, творчіть Пана вступило у конфлікт з офіційною творчістю. У 1962 році відбулася персональна виставка у Китайському музеї мистецтв у Пекіні. З 1965 під час Культурної революції зазнав переслідувань, у 1969 році відправили на роботи до фабрики Нінхай. Помер у 1971 році.

## Творчість
Пан Тяньшоу працював у жанрі «квіти і птахи», пейзажі. На нього вплинуло творчість У Чаншо. Також спирався на творчість майстрів школ Чже й У. Роботи Тяньшоу доволі енергійні, емоційні. В них помітне прагнення зберегти традиції китайського живопису й водночас наповнити його сучасним змістом з урахуванням західних мистецьких тенденцій. Найвідомішими є картини: «Мокрі квіти від роси восени», «Пустельний ворон у розрідженому лісі», «Самотній дзвін серед гір вночі», «Ясний Місяць над гліциніями», «Самотня ворона на старому дереві», «Лисий монах», «Після дощу», «Квіти на горі Яньдан», «В горах після дощу».
Йому також належить низка історичних робіт з живопису, зокрема «Історія китайського живопису» (1936 рік), «Гу Кайчжи» (про життя й творчість відомого майстра).